# Knihovna Kryštofa Haranta
Knihovna Kryštofa Haranta (dříve Místní knihovna v Pecce), je veřejnou knihovnou se sídlem v Pecce, která poskytuje veškeré základní a některé další služby dle knihovního zákona.
Knihovnu zřizuje Městys Pecka. Posláním knihovny je být kulturním a vzdělávacím centrem obce, spolupracovat s ostatními neziskovými organizacemi, školou a spolky v obci tak, aby podporovala rozvoj čtenářství a zájem o knihy u veřejnosti. K tomu jí slouží knihovní fond, který buduje dle svého určení a podle potřeb uživatelů a následně zpřístupňuje veřejnosti. Knihovnické a informační služby vymezené zákonem jsou poskytovány všem občanům bez rozdílu, čímž je zaručeno právo každého na informace. Knihovna je zapsána v evidenci knihoven pod číslem 2457 a je součástí systému knihoven vykonávajících informační, kulturní a vzdělávací činnosti.

## Historie
Počátky vzniku knihovny v Pecce lze hledat koncem roku 1882, resp. v roce 1883, kdy zahájila svoji činnost. Ze záměru zakladatelů podporovat jejím prostřednictvím vzdělání občanů logicky vyplynulo, že místo pro ni je v budově školy. Se školou byla knihovna spjata až do roku 1948. Tehdy z důvodů umístění v nevhodném, vlhkém prostředí byla přestěhována do soukromého domu č. p. 239 v Pecce a v 1953 opět stěhována. Od té doby až dosud má své trvalé působiště v přízemí budovy č. p. 2, která je v majetku obce a je prohlášena kulturní památkou. Její umístění je pro ni příhodné. Budova stojí při hlavní silnici ve středu městečka, je snadno přístupná a velmi blízko je základní škola.
V roce 2001 získala Místní knihovna v Pecce čestný diplom za vzorné vedení knihovny v rámci Královéhradeckého kraje a byla nominována na Knihovnu roku 2001. V celostátním hodnocení bylo uděleno knihovně zvláštní ocenění s finanční odměnou.
Postupem času se však prostor knihovny stal pro rozšiřující se knihovní fond a aktivity knihovny stísněným. V roce 2009 Městys Pecka získal finanční dotaci od EU z Regionálního operačního programu NUTS II Severovýchod na projekt „Rekonstrukce knihovny a okolí – městys Pecka“. Jeho realizací v I. čtvrtletí v roku 2010 došlo k rozšíření prostoru knihovny, vybavení novým knihovnickým nábytkem a dovybavení modernějšími multimediálními technologiemi. Zkvalitnily se podmínky pro uložení knihovního fondu, vytvořil se větší prostor v příjemnějším prostředí pro účastníky aktivit knihovny, zlepšily se pracovní podmínky pro obsluhu knihovny. Dokončením této první části projektu k 31. březnu 2010 (veřejnosti byla knihovna zpřístupněna v pondělí 3. května 2010) nejenže se značně zlepšilo vnitřní prostředí knihovny, ale realizací dalších částí projektu došlo i k výraznému zlepšení vnějšího vzhledu celé budovy a jejího okolí. Vzniklo 6 parkovacích míst a bezbariérový přístup nejen do knihovny, zvýšila se celková bezpečnost přístupu do budovy. Uvedené úpravy přispěly ke zvýšení spokojenosti návštěvníků a uživatelů knihovny.
Od 29. března 2014 nese knihovna současný název, k přejmenování došlo v rámci oslav 450. výročí narození Kryštofa Haranta z Polžic a Bezdružic

## Činnost
Vzhledem ke své poloze v centru obce a bezplatnému internetu je knihovna hojně využívaná jako informační centrum pro návštěvníky obce a její obyvatele. V knihovně je možnost zakoupení regionálních tiskovin, pohledů, turistických map Podkrkonoší a Královéhradeckého kraje, publikace z regionu a pod.